# Nero (strip)

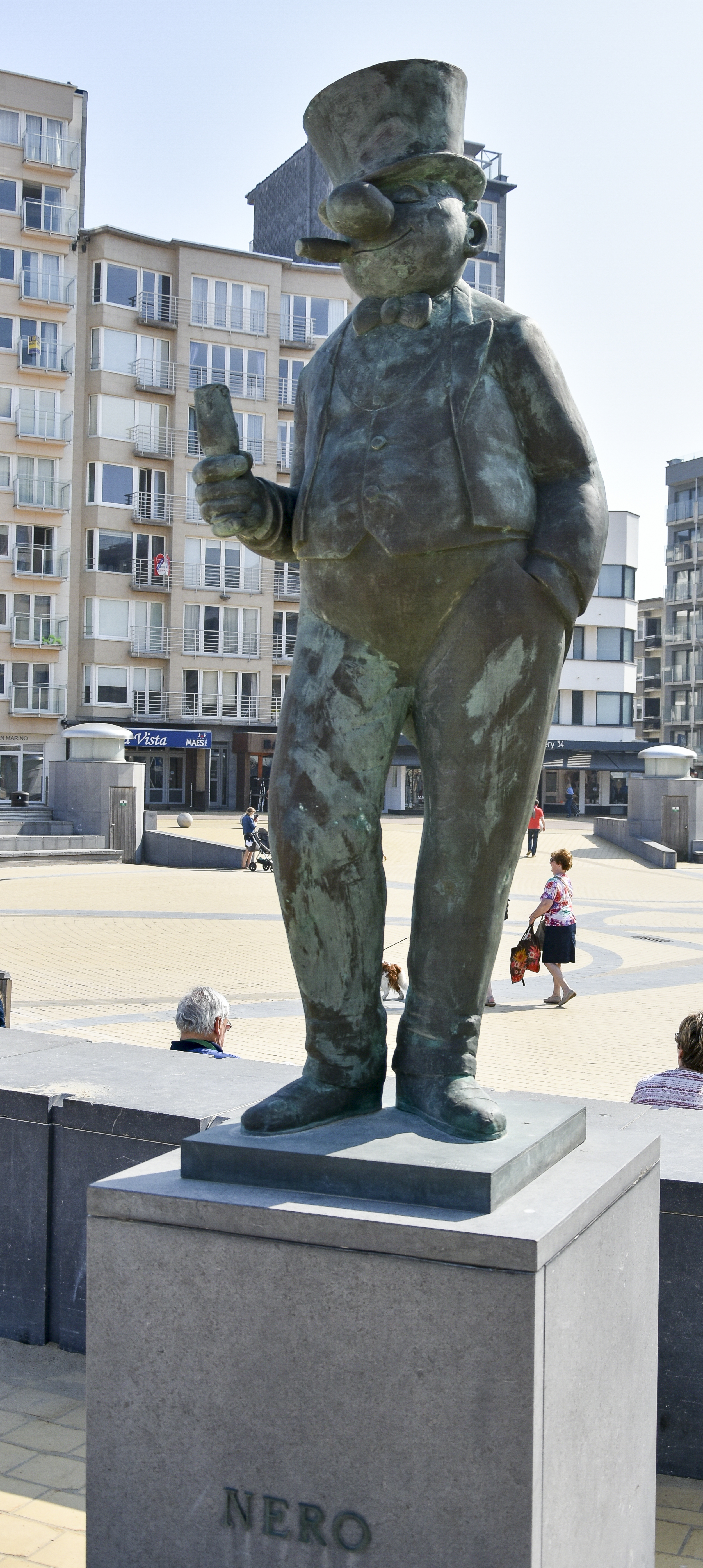
Nero door Jan Maillard, te Middelkerke

De avonturen van Nero & Co is een stripreeks van de Vlaamse stripauteur Marc Sleen, die van 1951 tot 2002 praktisch onafgebroken in Vlaamse kranten verscheen. Het hoofdpersonage Nero speelde echter al een centrale rol in de strip sinds 1947, toen de reeks nog De avonturen van Detective Van Zwam heette.

## Geschiedenis
Bij het begin van de reeks was de centrale figuur Detective Van Zwam (een naam die door collega-journalist Gaston Durnez was bedacht). Nero was een bewoner van een krankzinnigengesticht die Van Zwam ontmoet in het eerste verhaal. Zijn echte naam zou Schoonpaard zijn, maar hij waant zich de Romeinse keizer Nero, loopt rond in een tunica en heeft een restantje van een lauwerkrans (een paar blaadjes peterselie) achter zijn oren. Nero stelt zichzelf in Het geheim van Matsuoka (uit De avonturen van Nero, Van Zwam en Co) op de laatste bladzijde van de strip aan detective Van Zwam voor met "Heiremans is mijn naam". De figuur van Nero neemt later de centrale rol over en na negen verhalen wordt de reeks herdoopt van De avonturen van detective Van Zwam in De avonturen van Nero en zijn hoed. Na twee verhalen in die naam krijgt de strip zijn huidige naam: De avonturen van Nero en Co. De reeks liep aanvankelijk in de krant De Nieuwe Gids, en vanaf 1950 in Het Volk.
In 1965 zorgde de overstap van Sleen naar de krantengroep De Standaard/Het Nieuwsblad voor een grote rel tussen beide concurrerende katholieke dagbladuitgevers. Het eerste Nero-verhaal in De Standaard, De Geschiedenis van Sleenovia, werd bij uitzondering niet getekend door Marc Sleen maar door "Wirel", waarachter Willy Vandersteen en Karel Verschuere schuilgingen. Gaston Durnez zorgde voor het verhaaltje. Overigens zou veel later, in 1995, Het Volk op zijn beurt overgenomen worden door de groep van De Standaard.
In 1991 werd er in Turnhout een standbeeld onthuld van de zoon van Nero, Adhemar. In Turnhout is de stripprijs de Bronzen Adhemar naar hetzelfde personage genoemd. In 1994 kreeg Nero zelf een standbeeld, namelijk in Hoeilaart voor het oude tramstation. Het is ook daar dat Nero woont in de laatste albums, Hoeilaart is ook de woonplaats van Marc Sleen. Ondertussen kreeg Nero ook al een standbeeld op de dijk in Middelkerke, waar ook tal van andere stripfiguren een standbeeld hebben. De piraat Abraham Tuizentfloot kreeg een standbeeld in Wuustwezel, en Meneer Pheip in Moerbeke, het dorp waar hij in de strip oud-burgemeester van is.
Vanaf het verhaal Barbarijse Vijgen (1992) nam Dirk Stallaert het tekenwerk voor Nero over van Sleen, die wel verantwoordelijk bleef voor de scenario's. Eind 2002 ten slotte besloot de tachtigjarige Sleen met Nero te stoppen. Zilveren tranen was het laatste Nero-album. In dit verhaal smeden alle klassieke antagonisten uit de Nero-verhalen (Geeraard de Duivel, Matsuoka, Ricardo, Ratsjenko, Hela de Heks ...) een grote samenzwering om Nero uit de weg te ruimen.
Na de dood van Marc Sleen in 2016 werd Sleenovia in 2017 als volwaardig album uitgegeven. Eveneens in 2017 verschijnt een hommagealbum van Kim Duchateau, getiteld De zeven vloeken.
Op 1 januari 2025 gaf de Stichting Marc Sleen, lang voor het einde van de wettelijke termijn, de auteursrechten op de Nero-stripfiguren vrij.

## Personages
- Nero: Het hoofdpersonage in de reeks. Hij is een kale (afgezien van twee voelsprietachtige haren op zijn hoofd), gezette man van middelbare leeftijd die zijn brood verdient als "dagbladverschijnsel". Nero is een levensgenieter en leest het liefst van al zijn krant vanuit zijn luie zetel. Zijn karakter heeft vele menselijke gebreken, zoals ijdelheid, egoïsme en opvliegendheid maar toch zet hij zich in om zijn vrienden en mensen in nood te helpen. In de latere strips woont hij in het voormalig tramstation van Hoeilaart.
- Madam Nero: Haar echte naam is Bea. Houdt van theekransjes met Madam Pheip, hoedjes kopen en roddelen. Ze verstopt zich dan onder bergen kussens, om dan de laatste nieuwtjes te verkondigen over de telefoon.
- Adhemar: Nero's vijfjarige zoon. Een uitvinder en geniaal wonderkind die vele uitvindingen bedacht heeft en doctoreert aan diverse universiteiten.
- Detective van Zwam: de oorspronkelijke held van de reeks. Briljant detective, kan een complete misdaad inclusief de levensloop van dader en slachtoffer reconstrueren aan de hand van een sigarettenpeukje. Verplaatst zich in een snelle Porsche (dezelfde auto waarmee de tekenaar Marc Sleen in het echte leven rondreed) en heeft steeds een vergrootglas bij de hand. Pas in verhaal 209, De erfenis van Milaflotta, komen we zijn voornaam, Theodoor, te weten.
- Madam Pheip: Dominante en kordate dame die voortdurend pijp rookt en gehuwd is met Meneer Pheip. Haar (geadopteerde) kinderen zijn Petoetje en Petatje en hun eigen zoon heet Clo-Clo, voor wie ze altijd in de bres springt. Pas in het 202e verhaal Windkracht 2000 wordt haar voornaam onthuld: Katrien.
- Meneer Pheip: zijn echte naam is Philemon, al wordt hij in het album De daverende pitteleer Antoine genoemd door zijn oude schoolvriend Moto-Moto. Hij is een rijke, met een walrussnor uitgeruste, niet erg snuggere (oud-)burgemeester van Moerbeke-Waas (eigenlijk een karikatuur van Jean Mariën, de tijdelijke vervanger van de Moerbeekse burgemeester Maurice August Lippens) die voortdurend Nederlands spreekt met een Frans accent, Franse leenwoorden en verschillende taalfouten. Hij ligt zwaar onder de plak van zijn vrouw, Madam Pheip die hem zelfs dwong om háár achternaam over te nemen.
- Petoetje: Een zwart jongetje dat oorspronkelijk van het tropisch eiland Moea-Papoea kwam, maar door de familie Pheip werd geadopteerd. Hij is een zeer intelligente jongen.
- Petatje: officiële naam: Pethalia, geadopteerde dochter van meneer en madam Pheip (zie album De Ring van Petatje).
- Clo-Clo Pheip: De eigen zoon van Meneer en Madam Pheip, die net als zijn vader een grote walrussnor heeft. Net als Adhemar is hij een kind van vijf jaar, maar hij gedraagt zich meer als een typisch kind van die leeftijd. Hij is kinderlijk, naïef, eigenwijs, arrogant en rotverwend. Als hij zijn zin niet krijgt huilt hij oorverdovend.
- Jan Spier: supersterke frietkotuitbater en laatste afstammeling van Jan Breydel.
- Oscar Abraham Tuizentfloot: minuscule maffe opvliegende piraat, getooid met een piratenhoed-met-doodskop en steeds vervaarlijk zwaaiend met een versleten kromzwaard, waarmee hij iedereen voortdurend wil aanvallen. Zijn uitspraken zijn doorspekt met zijn stopwoord "aha!".
- Kapitein Oliepul: immer lichtelijk aangeschoten kapitein van de sleepboot His Majesty Pull waarmee hij de zeven wereldzeeën bevaart en Nero en Co. dikwijls uit hachelijke situaties op zee weet te redden. Rookt vaak een omgekeerde pijp. Oliepul heeft van Sleen twee verschillende voornamen gekregen: Willem-Joris (in De Kolokieten) en Honoree (in De Gulfstreum).
- Agent 794, "Gaston pour les dames", een dikbuikige en onbekwame Brusselse agent die erg laat in de reeks werd geïntroduceerd, namelijk toen Dirk Stallaert het tekenwerk al had overgenomen: Het Achtste Wereldwonder. In De dood van Bompa zegt Gaston dat hij getrouwd is, maar in een later album woont hij alleen. Daar vernemen we ook zijn achternaam: Fluitjes.
- Ricardo, een meedogenloze maffia-crimineel uit Malta, die er altijd op uit is om zich op Nero te wreken.
- Jef Pedal (ofwel: Jef met de Hamer) en zijn vrouw Isabelle (die voor het eerst verschijnt in Het B-Gevaar): komen enkel in de vroege verhalen voor. Nadien verscheen hij slechts zelden nog in beeld, vaak in cameo's.
- Bompanero: komt pas laat op de proppen, vanaf Bompanero in 1997. Hij is een krasse grijsaard die zich overal laat vergezellen door knappe jongedames. Treedt slechts in drie verhalen op.
- De champetter: Ziet er hetzelfde uit als de champetter uit De Lustige Kapoentjes, is vrij corpulent en heeft een zwarte snor. Hoewel hij, voornamelijk in de eerste reeks veel voorkomt speelt hij slechts een bijrol en heeft slechts zelden een grotere rol, meestal gewoon een cameo.
- Het paard van Sinterklaas: in de dagen voorafgaand aan 6 december dook traditiegetrouw het "paard" van Sinterklaas in de Nero-verhalen op, dat zowel figuurlijk (koppig) als letterlijk verdacht veel op een zwarte ezel lijkt. Het eigenwijze dier heeft vaak ruzie met Nero en kijkt ook op hem neer.
- Geeraard de Duivel: een demon die eerst Nero's magische hoed en later zijn ziel probeert te pakken te krijgen. Hij woont in het Gentse Geerard de Duivelsteen.
- Matsuoka: Een Japanse meestercrimineel die Nero in zijn eerste drie verhalen dwarszit en vijftig jaar later, vanaf De Drie Wrekers (1993) weer regelmatiger in de reeks opduikt. Zijn naam verwijst mogelijk naar de Japanse minister Yosuke Matsuoka; zelf wordt hij soms als Japans omschreven, dan weer als Chinees.

### Overzicht verhalen

#### Oude reeks (de klassieke verhalen)
Hieronder een lijst van personages die op zijn minst in twee verhalen meespeelden. Sommige personages speelden één verhaal een grotere rol en maakten in latere verhalen een kort optreden. In het geval van Piet Fluwijn en Bolleke gaat het enkel om cameo's.
De nummers in deze lijst zijn de zogenaamde verhaalnummers, toegekend volgens hun chronologische publicatie in de krant. Ze verschillen van de albumnummers uit de eerste reeks uitgegeven door Het Volk (1953-1966) en evenzeer van de heruitgave daarvan in de tweede reeks (1974-1987). Het 36ste verhaal bijvoorbeeld (De Zoon van Nero) verscheen als album 32 in die eerste reeks en als album 1 in de tweede reeks. Omdat die albumnummers daarenboven slechts gedrukt zijn op de voorkant van enkele herdrukken bleef de nummering van Nero-albums lange tijd zeer onduidelijk. Een heruitgave vanaf 1998 door de Standaard Uitgeverij in de reeks "De Klassieke avonturen van Nero" biedt - naast het internet - wel houvast: die albums zijn wel gepubliceerd in de volgorde van de verhalen en dragen dus een eengemaakt nummer op de rug van elk album.
| Personage              | Verhalen (1-53)                                                          |
| ---------------------- | ------------------------------------------------------------------------ |
| Nero                   | 1-53                                                                     |
| Madam Pheip            | 9-53                                                                     |
| Petoetje               | 10-53                                                                    |
| Petatje                | 17-53                                                                    |
| Madam Nero             | 4-6, 11-16, 19, 21, 25-27, 29, 31, 33-53                                 |
| Detective Van Zwam     | 1-12, 15, 18, 21-22, 25, 29-30, 32, 34-36, 38-41, 43-44, 46-48, 51, 53   |
| Meneer Pheip           | 11-12, 14, 20-22, 25, 27-32, 34-40, 42-43, 45-53                         |
| Champetter             | 1-2, 4, 6, 8-9, 11, 14, 15, 17, 21, 24, 26-30, 34, 38-42, 44, 46, 49, 51 |
| Jan Spier              | 6-13, 25, 34, 38-39, 49, 51, 53                                          |
| Adhemar                | 36, 38, 41-49, 51-53                                                     |
| Jef Pedal              | 1-9, 14, 32, 34, 38, 51                                                  |
| Abraham Tuizentfloot   | 28-29, 33, 37-39, 44, 47, 49-51, 53                                      |
| Kapitein Oliepul       | 21, 25, 28, 33, 38, 41, 46-47, 49, 51, 53                                |
| Ezel van St.-Niklaas   | 7, 19, 21, 24, 27, 30, 33, 36, 39, 42                                    |
| Isabelle               | 2-7, 14                                                                  |
| Bolleke                | 6, 14, 34, 38, 49, 51                                                    |
| Piet Fluwijn           | 14, 34, 38, 49, 51                                                       |
| Zwarte Piet            | 7, 21, 33, 36, 42                                                        |
| Beo                    | 14, 15, 20-21                                                            |
| J.P. Stanislas Oroscop | 47, 51, 53                                                               |
| Amedeus Moderato       | 33, 34, 51                                                               |
| Koning Antihoop        | 20, 21, 51                                                               |
| Ricardo                | 27, 29, 50                                                               |
| Sinterklaas            | 7, 21, 24                                                                |
| Matsuoka               | 1-3                                                                      |
| Neptunus               | 3, 17                                                                    |
| Minoetje               | 8, 12                                                                    |
| Pierke Pedal           | 4-5                                                                      |

## Stijl
Nero is net als Marc Sleens overige strips een humoristische reeks vol kolder, absurde grappen en antihelden met herkenbare menselijke gebreken. Sleens tekenstijl is erg soepel en los. In de reeks werden amper close-ups of blow-ups gebruikt, kaders werden nooit overschreden, vogel- of een ander perspectief kwam niet voor. Dit had vooral met de snelheid te maken waarmee Marc Sleen zijn strips diende te tekenen en die weinig tijd liet voor zulke zaken. Om die reden zitten zijn verhalen ook vol met continuïteitsfouten: auto's met plotseling drie in plaats van vier wielen, mensen die plots anders gekleed gaan en dergelijke. In tegenstelling tot andere strips wordt dit bij Marc Sleen echter geduld. Pas toen Dirk Stallaert in 1993 de reeks begon te tekenen, werden de tekeningen technisch gedetailleerder. Ook kregen ze nu een groter gevoel van ruimte en perspectief.
Wat Nero uniek maakt in vergelijking met andere Vlaamse en zelfs Belgische strips zijn de diverse verwijzingen naar de actualiteit toen de verhalen in de krant verschenen. Zo zijn in het album De IJzeren Kolonel (1956) bijvoorbeeld twee actuele gebeurtenissen in de plot verwerkt: de Suezcrisis en de Hongaarse Opstand. In de beginjaren was de reeks nog erg katholiek en erg tegen communisten en socialisten gericht, ingegeven door de strekking van de krant waar Sleen toen voor werkte. In De Hoed van Geeraard de Duivel (1950) wordt Camille Huysmans bijvoorbeeld als een duivel met afgeschoren baard voorgesteld. Later zou Sleen een meer neutrale politieke houding aannemen. Sleen liet ook regelmatig bekende politici in zijn verhalen opduiken. Zowel uit de Belgische politiek (Camille Huysmans, Paul-Henri Spaak, Paul Vanden Boeynants, Willy De Clercq, Gaston Eyskens, Achiel Van Acker, Jean-Luc Dehaene, Wilfried Martens, Herman De Croo, Jean-Pierre Van Rossem, Jean Gol, Guy Verhofstadt,...) als uit de internationale politiek (Jozef Stalin, Idi Amin Dada, Fidel Castro, Margaret Thatcher, Saddam Hoessein, Boris Jeltsin, Hirohito, Khomeini, Mobutu, Gamal Abdel Nasser, Richard Nixon, Nikita Chroesjtsjov, Bill Clinton, Elizabeth II, Harry Truman en Herman Van Rompuy). Ook bekende mediafiguren als The Beatles, Pablo Escobar, Urbanus, Jean-Pierre Van Rossem, Paul Newman en Frank Zappa verschenen af en toe in beeld. Ook Sleen zelf speelde regelmatig een gastrol in zijn eigen verhalen. Zeer uitzonderlijk aan de Nero-verhalen was ook dat wanneer de verhalen in albumvorm uitgebracht werden alle grapjes rond de actualiteit intact bleven. In Suske en Wiske werden deze grappen met oog op gedateerdheid juist grotendeels verwijderd. Om die reden geeft Nero nog steeds een tijdsbeeld van meer dan 60 jaar naoorlogse geschiedenis in België.
De Neroverhalen werden gretig gekocht, ook al omdat ze veel goedkoper waren dan de concurrentie, Suske en Wiske. De albums werden tijdens de jaren 40, 50 en 60 in zwart-wit en op goedkoop papier uitgebracht en roken dikwijls nog naar verse drukinkt. Ondanks aanzienlijke oplages in Vlaanderen en pogingen de reeks ook in Nederland, Groot-Brittannië, Duitsland en Zuid-Afrika uit te brengen is Nero altijd een Vlaams fenomeen gebleven. Sleen heeft zijn strips zelden tot nooit laten gebruiken voor merchandising of andere commercialiseringen, wat ook mede verklaart waarom de reeks nooit een grote internationale carrière heeft gehad. In vergelijking met Jommeke is Nero desondanks wel bekend bij Nederlandse striplezers.
Sleens soepele tekenstijl en kolderieke inhoud beïnvloedden Kamagurka, Herr Seele, Jean-Pol, Willy Linthout en Urbanus, Windig en De Jong, Luc Cromheecke, Johan De Moor, Merho, Martin Lodewijk, Hector Leemans, Jan Bosschaert, Dirk Stallaert, Marc Legendre, Erik Meynen en Marq van Broekhoven.

## Culturele invloed

### Verwijzingen naar Nero in stripreeksen van andere tekenaars
- Marc Sleen heeft een gastrol in Bakelandt en als Jan Borluut (de Gentenaar) in het Rode Ridderalbum De Leeuw van Vlaanderen (1984) door Karel Biddeloo.
- In de Urbanusstrips zijn er ontelbare verwijzingen naar Marc Sleen en zijn strips terug te vinden.
  - In het album Urbanus op Uranus zoekt Urbanus een raket om naar de planeet Uranus te vliegen. Hij besluit aan te bellen bij Marc Sleen. Nero doet open en Urbanus wordt bij de tekenaar binnengelaten. Wanneer Adhemar echter met zijn raket door het dak neerstort, verandert Urbanus van idee.
  - In De tenor van Tollembeek wordt Urbanus een tenor. Om op zijn populariteit in te spelen schakelt zijn manager een striptekenaar in: Willy Lintworm, een parodie op Willy Linthout. Hij wordt opgedragen albums rond Urbanus te tekenen. Omdat hij echter niet genoeg inspiratie heeft besluit hij verschillende Nero-albums over te tekenen want "Marc Sleen zal daar wel niks van zeggen."
  - In Nabuko Donosor loopt voor de voeten staat er onder een plaatje de tekst "Kaal is mooi! Zie Lambik, Nero en Kiekeboe."
  - In De vergeten Willy worden de figuren uit de Urbanusstrips verwelkomd bij de Standaard Uitgeverij door hun aanstaande "collega's". Hiertussen bevinden zich onder andere Nero en Madam Pheip
- De eerste strip van Willy Linthout was overigens een parodie op Nero, genaamd De Zeven van Zeveneken (1982). Urbanus is op zijn beurt goed bevriend met Marc Sleen en zong in 2002 een ode aan de man, verkleed als Bolleke.
- De traditionele wafelenbak, die voor het eerst plaatsvond in het album De Juweleneter (1964) maar pas vanaf Het Groene Vuur (1965) aan het einde van elk Neroverhaal gehouden wordt, werd even typisch voor het einde van elk Neroverhaal als Lucky Luke die "I'm a poor lonesome cowboy" zingt of Wiskes knipoog. In het Kiekeboe-album De zwarte Zonnekoning merkt Konstantinopel op het einde van het verhaal op dat wanneer er bij het buffet ook wafels aanwezig waren het op een Neroalbum zou lijken.
- Aan het einde van het Suske en Wiske-album De Krimson-crisis (1988) worden Suske, Wiske, Lambik, Jerom en Tante Sidonia uitgenodigd voor een wafelbak bij Nero.
- Op pagina 23 uit het Kiekeboe-album Album 26 (1984) zien we op een beeldplaatje een standbeeld van Adhemar waarop "Stripgidsprijs" staat te lezen. In datzelfde album bellen Merho en Kiekeboe aan bij het stripinstituut en vragen naar de directeur. Een man antwoordt: "Euh, meneer Neels is op safari." Neels is de echte naam van Sleen en de uitspraak "Marc Sleen is op safari" was een running gag in Nero.
- Nero had samen met Lambik een cameo in de Nederlandse stripreeks Agent 327 door Martin Lodewijk, namelijk in het album De ogen van Wu Manchu (1982).
- Detective Van Zwam had samen met agent Gaston ook een cameorol in het Agent 327-album, De golem van Antwerpen (2002).
- De personages uit Nero hadden een gastoptreden in Het geheim van de kousenband (2001)
- Ook in het Kiekeboealbum Bij Fanny op schoot (2005) hebben ze een gastoptreden.
- In De Pfaffs-strip Kan de Sam nog zingen? (2004) eindigt het verhaal met een wafelbak.
- In het Suske en Wiske-album Het ware Witje (2025) heeft Nero een cameo als wafelverkoper.

### Opera
- Het Neroalbum Het Rattenkasteel werd in 1984 tot een opera bewerkt door Arne Sierens (regie), Vincent D' Hondt (dirigent) en Johan De Smet (componist).

### Televisie
- Nero, het hondje van Carmen Waterslaeghers in de Vlaamse televisiereeks FC De Kampioenen is genoemd naar Nero. In de aflevering waarin ze een naam voor hem zoekt valt haar oog op een krantenpagina met de avonturen van Nero en zo kreeg de hond zijn naam.
- In het Vlaamse Man bijt hond-onderdeel De Lustige Lezers werd het album De Zwarte Voeten van Nero voorgelezen van 10 januari tot 18 februari 2008 door Urbanus en Bruno Vanden Broecke.

## Erkenning
- In 2009 werd in Brussel het Marc Sleen Museum geopend, dat gewijd is aan Nero en zijn geestelijke vader.[8]
- In 2017 begon Standaard Uitgeverij met een stripfonds voor de "betere humorstrip". Het fonds kreeg de naam Matsuoka, dat verwijst naar de eerste rivaal uit de Nero-reeks, al van in het eerste verhaal (Het geheim van Matsuoka). Het eerste album in het fonds werd De zeven vloeken, een Nero-hommage van Kim Duchateau.[9]

### Stripmuren
- Sinds 1988 is er in de nabijheid van de Stedelijke Bibliotheek van Sint-Niklaas een bas-reliëf van Nero te vinden, getiteld Wafelenbak.
- Sinds 1995 is er een stripmuur in Brussel van Nero.
- Sinds 1996 was er een stripmuur in Hasselt van Nero. Deze werd in 2011 verwijderd.
- In 2014 werd in de Antwerpse Kloosterstraat een stripmuur van Nero onthuld. De tekening is een fragment uit het album De oliespuiter en verwijst naar de Scheldekaaien, de haven en de scheepvaart.[10]
- In 2017 kreeg Nero een stripmuur aan het politiekantoor van Middelkerke.[11]